# Приштина (баскетбольный клуб)
Приштина (алб. Klubi i Basketbollit Sigal Prishtina) — косоварский баскетбольный клуб, который базируется в Приштине, по спонсорским причинам также известен под названием Сигал Приштина.
Команда принимает участие в Косовской Баскетбольной Суперлиге, Балканской Международной Баскетбольной Лиге и Кубке ФИБА Европа. По состоянию на 2016 год — самый успешный клуб в Косово, который выиграл 12 национальных чемпионств, 11 национальных кубков и 3 суперкубка за последние 13 лет. С 2013 года клуб принимает участие в Балканской Международной Баскетбольной Лиге, и они стали первым косоварским клубом, который выиграл это соревнование в 2015 году. В 2015 году начали выступать в Кубке ФИБА Европа.

## Достижения

### Национальные соревнования
Косоварская Баскетбольная Суперлига
- Чемпион (12): 1991, 2002, 2003, 2004, 2006, 2007, 2008, 2009, 2011, 2014, 2015, 2016

Кубок Косово
- Обладатель (11): 2002, 2003, 2005, 2006, 2007, 2008, 2009, 2010, 2013, 2014, 2016

Суперкубок Косово
- Обладатель (3): 2012, 2013, 2014

### Международные соревнования
Балканская лига
- Победитель: 2015, 2016